# زی کاسترو
زی کاسترو (انگلیسی: Zé Castro؛ زادهٔ ۱۳ ژانویهٔ ۱۹۸۳) بازیکن فوتبال اهل پرتغال است.
از باشگاه‌هایی که در آن بازی کرده‌است می‌توان به آکادمیکا، دپورتیوو لاکرونیا، اتلتیکو مادرید، رایو وایکانو، و تیم ملی فوتبال پرتغال اشاره کرد.
وی همچنین در تیم‌های ملی فوتبال Portugal U20 Portugal U21 Portugal B و تیم ملی فوتبال پرتغال بازی کرده‌است.